# Liste der Bodendenkmäler in Grefrath
Die Liste der Bodendenkmäler in Grefrath enthält die denkmalgeschützten unterirdischen baulichen Anlagen, Reste oberirdischer baulicher Anlagen, Zeugnisse tierischen und pflanzlichen Lebens und paläontologischen Reste auf dem Gebiet der Gemeinde Grefrath im Kreis Viersen in Nordrhein-Westfalen (Stand: November 2020). Diese Bodendenkmäler sind in Teil B der Denkmalliste der Gemeinde Grefrath eingetragen; Grundlage für die Aufnahme ist das Denkmalschutzgesetz Nordrhein-Westfalen (DSchG NRW).

## Liste der Bodendenkmäler
| Bild                              | Bezeichnung                       | Lage | Beschreibung | Bauzeit     | Eingetragen seit | Denkmal- nummer |
| --------------------------------- | --------------------------------- | --- | --- | ----------- | ---------------- | --------------- |
| Hof, Wasserschloss Niershof       | Hof, Wasserschloss Niershof       | Grefrath Vorst 25, 47929 Grefrath (Gemarkung Grefrath, Flur 32: Flurstück 40) Karte | → Hauptartikel : Liste der Baudenkmäler in Grefrath#Niershof [ 1 ] | 16./17. Jh. | 15.11.1984       | 21              |
| Landwehr, Müskeshütt              | Landwehr, Müskeshütt              | Grefrath Nähe Bahnstraße 95, 47929 Grefrath (Gemarkung Grefrath, Flur 42: Flurstücke 156, 192, 208, 211, Flur 56: Flurstücke 9, 179, 200, 209) Karte                                                                   | Das ca. 420 m lange Landwehrteilstück verläuft zwischen den Höfen Müskeshütt und Floethütte und ist mit Gräben umgrenzt. Im nördlichen Teil fließt ein Wasserlauf.                                                                                           | um 1350     | 23.11.1984       | 36              |
| Grabenanlage Pastoratshof         | Grabenanlage Pastoratshof         | Grefrath Pastoratsweg 16a, 47929 Grefrath (Gemarkung Grefrath, Flur 43: Flurstück 442) Karte | → Hauptartikel : Liste der Baudenkmäler in Grefrath#Pastoratshof [ 4 ] | 1557, 1680  | 23.11.1984       | 37              |
| BW                                | Geldrische Binnenlandwehr         | Grefrath Vorst 36, 47929 Grefrath (Gemarkung Grefrath, Flur 33: Flurstück 203) Karte | Es handelt sich um eine vierzügige Landwehr (vier parallele Wälle mit Gräben auf jeweils beiden Seiten), die in einem sumpfigen Gelände liegt. Nach Albert Steeger und Gudrun Loewe wurde sie als Geldrische Binnenlandwehr bezeichnet.                      | um 1350     | 23.11.1984       | 38              |
| BW                                | Landwehr/Nettelandwehr            | Grefrath An der Paas 14, 47929 Grefrath (Gemarkung Grefrath, Flur 30: Flurstücke 5, 6, 9, 11, 78-80, 108, 111, 112, 115, 141, Flur 33: Flurstücke 87, 155, 156, 216) Karte                                             | Es handelt sich um ein ca. 1.250 Meter langes Landwehrteilstück, welches von Westsüdwest nach Nordnordost verläuft- zunächst zweizügig, nach ca. 280 Meter werden drei Wälle sichtbar. Die Nettelandwehr ist ein Teilstück einer Geldrischen Binnenlandwehr. | um 1350     | 23.11.1984       | 50              |
| BW                                | Bunker Grefrath – Schlibeck       | Grefrath Am Schlibeck Berg, 47929 Grefrath Karte | ausgetragen im Jahre 2000; abgerissen |             | 23.11.1984       | 62              |
| weitere Bilder                    | Grabenanlage „Dorenburg“          | Grefrath Am Freilichtmuseum 1, 47929 Grefrath (Gemarkung Grefrath, Flur 38: Flurstück 197) Karte | → Hauptartikel : Dorenburg (Grefrath) [ 7 ] | 1326        | 23.11.1984       | 90              |
| Marktplatz                        | Marktplatz                        | Grefrath Markt, 47929 Grefrath (Gemarkung Grefrath, Flur 48: Flurstücke 149, 250 und teilw. 276, Flur: 52: Flurstück 201) Karte                                                                                        | Es handelt sich um den (westlich der Pfarrkirche gelegenen) Marktplatz in Grefrath. |             | 19.09.1989       | 20              |
| Immunitätsmauer und Graben        | Immunitätsmauer und Graben        | Grefrath Markt 12, 47929 Grefrath (Gemarkung Grefrath, Flur 52, Flurstücke 265 und 266) Karte | Es handelt sich um die Immunitätsmauer und den Graben gegenüber von St. Laurentius. |             | 01.02.1993       | 130             |
| „Nordkanal“ am Schwiershof        | „Nordkanal“ am Schwiershof        | Grefrath Nette 9, 47929 Grefrath (Gemarkung Grefrath, Flur 29: Flurstück 117 (teilw.)) Karte | Es handelt sich um ein unvollendetes Teilstück (ca. 100 m) des Nordkanals entlang der Geländekante der Nette-Niederung. | 1809/1811   | 22.01.1996       | 131             |
| weitere Bilder                    | Motte, Burg Uda                   | Oedt Zur Burg Uda, 47929 Grefrath (Gemarkung Grefrath, Flur 16: Flurstücke 8-10, 36, 39, 42, 45-46, 50-51, 53-54) Karte                                                                                                | → Hauptartikel : Burg Uda [ 11 ] | um 1300     | 23.11.1984       | 23              |
| Motte, Burg, Warte Harbesbergchen | Motte, Burg, Warte Harbesbergchen | Mülhausen Niederfeld, 47929 Grefrath (Gemarkung Oedt, Flur 1: Flurstücke 62, 63, 66, 153, 159, Flur 2: Flurstücke 3, 4, 385-387) Karte                                                                                 | Es handelt sich um eine leichte kreisförmige Erhöhung (ca. 40 Meter Durchmesser und 3,2 Meter Höhe) am östlichen Niersufer. In der Fachliteratur gilt sie als wall- und grabenumzogene Motte mit südlich vorgelagerter Vorburg bzw. als Warte.               |             | 23.11.1984       | 39              |
| Landwehr Heidbenden               | Landwehr Heidbenden               | Mülhausen Grasheider Straße / Niederfeld, 47929 Grefrath (Gemarkung Oedt, Flur 1, Flurstücke 89 und 197) Karte | Es handelt sich um ein doppelzügiges Landwehrteilstück von ca. 125 Meter Länge. Nach Albert Steeger handelt es sich um eine kölnische Binnenlandwehr, die ursprünglich von der Niersniederung bis hinüber zur Niederung des Schleckbachs führte.             | um 1350     | 23.11.1984       | 46              |
| BW                                | Landwehr Auf der Grasheide        | Mülhausen Grasheider Straße, Nähe Ziegelheider Straße, 47929 Grefrath (Gemarkung Oedt, Flur 1, Flurstücke 70, 71, 77 und 153) Karte                                                                                    | Es handelt sich um ein ca. 220 Meter langes Landwehrteilstück, welches aus einem 7 Meter breiten und 1 Meter hohen von Südwest nach Nordost verlaufenden Wall besteht.                                                                                       | um 1350     | 23.11.1984       | 47              |
| Stadtumwehrung                    | Stadtumwehrung                    | Oedt Albert-Mooren-Allee, Kallengraben, Niedertor, Obertor, Bruchstraße, 47929 Grefrath (Gemarkung Oedt, Flur 12: Flurstücke 426, 428, 458, 470, 170, Flur 16: Flurstücke 7, 30, 31, 49, Flur 17: Flurstück 629) Karte | Der Ortsteil Oedt war im Mittelalter von einem Wassergraben umgeben, Reste sind u. a. westlich der Albert-Mooren-Allee erhalten. | Mittelalter | 19.09.1989       | 119             |